# Пичман, Макс
Макс Пичман (Эрнст Макс Пичман; нем. Max Pietschmann;  28 апреля 1865, Дрезден, Королевство Саксония — 16 апреля 1952, Дрезден, ГДР) — немецкий художник-символист.

## Биография
Родился в 1865 году в Дрездене. В 1883—1889 годах учился в Академии художеств родного города у Леона Поле и Фердинанда Пауэлса. Продолжил обучение в Италии вместе с Гансом Унгером, а затем — в Париже, в Академии Жюлиана.
Писал преимущественно картины с обнажёнными фигурами на мифологические сюжеты, а также портреты, жанровые сцены и пейзажи.
В 1892 году выставил в Дрездене картину «Улов Полифема» (размером 3,8×2,6 метра), которую критики встретили восторженно, как произведение «новейшей парижской школы». Ту же картину Пичман в следующем 1893 году отправил на Всемирную Колумбийскую выставку в Чикаго.
На рубеже XIX и XX столетий проживал в Дрездене. В 1900 году представил свои работы на Всемирной выставке в Париже. 
В 1904 году выстроил себе в пригороде Дрездена собственный дом с мастерской в «итальянском стиле». 
С  1909 года являлся профессором Дрезденской академии художеств, которую когда-то сам окончил.
Вместе со своими единомышленниками Гансом Унгером (1872—1936), Оскаром Цвинчером (1870—1916), Георгом Яном (1869—1940) и родившимся в Санкт-Петербурге Сашей Шнайдером (1870—1927) составлял так называемую «Фалангу Сильных» (нем. Phalanx der Starken) — дрезденскую ветвь общеевропейского символизма, для которой были характеры интерес к античной мифологии, подчёркнутые эротизм и брутализм. 
Эстетика дрезденских символистов косвенно повлияла на последующую эстетику нацизма, несмотря на то, что Шнайдера и Цвинчера их современники устойчиво считали гомосексуалами. Непосредственно до нацистской эпохи, впрочем, дожили только Г. Унгер (который был женат и страстно любил жену, служившую ему натурщицей для многих произведений), Г. Ян и Макс Пичман, который продолжал жить и работать в Дрездене. Хотя на завершающем этапе Второй мировой войны город Дрезден подвергся масштабному разрушению, дом Пичмана, располагавшийся в пригороде, по всей вероятности уцелел. 
Скончался Пичман в Дрездене в 1952 году.

## Галерея

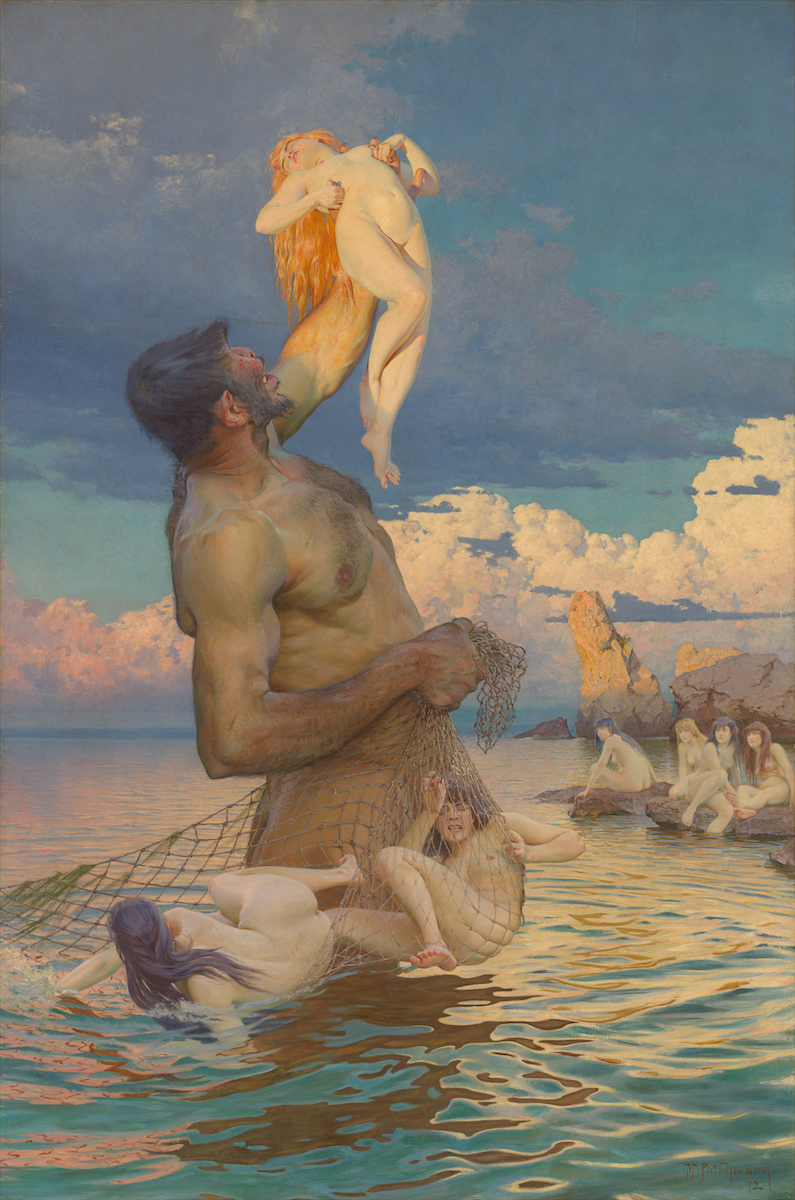
Добыча Полифема
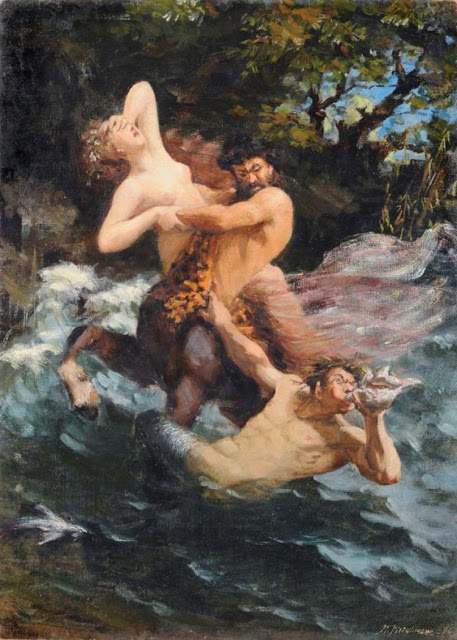
Кентавры похищают нимфу
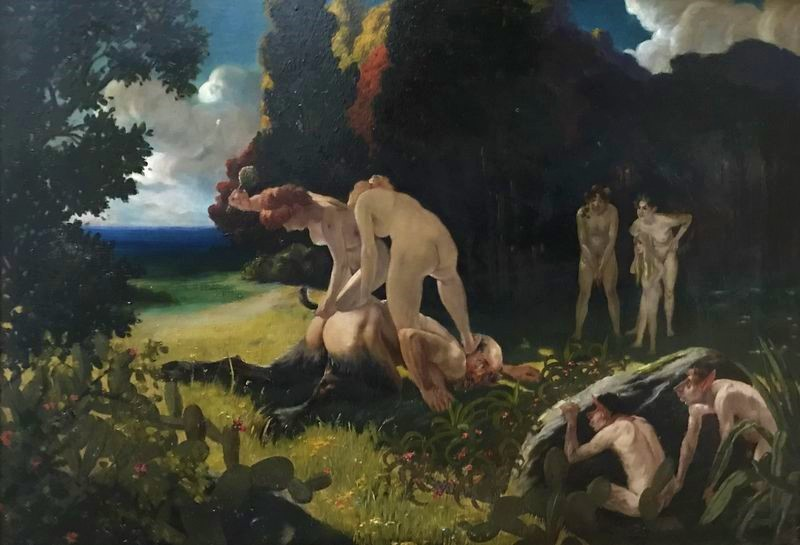
Наказание фавна
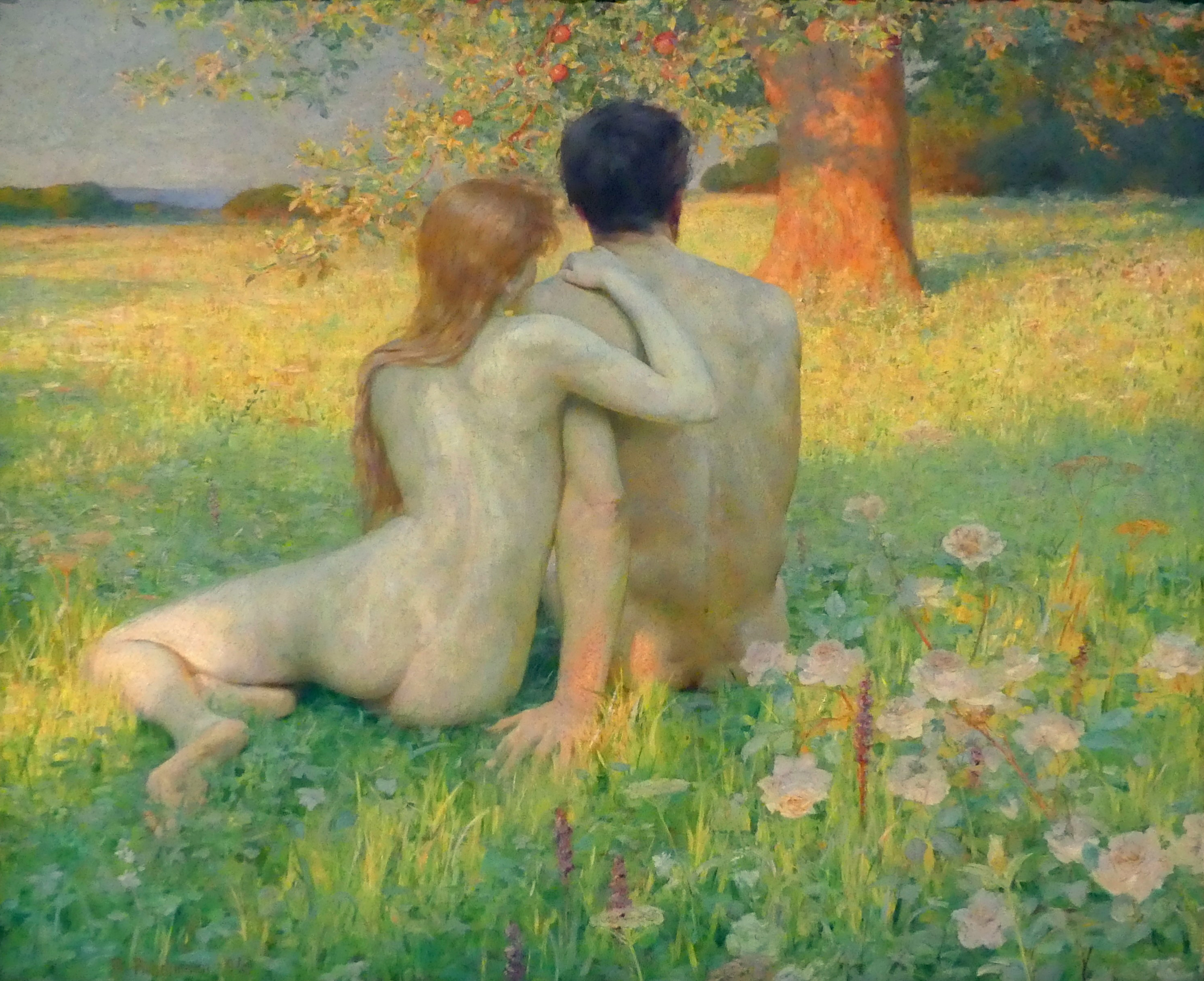
Адам и Ева
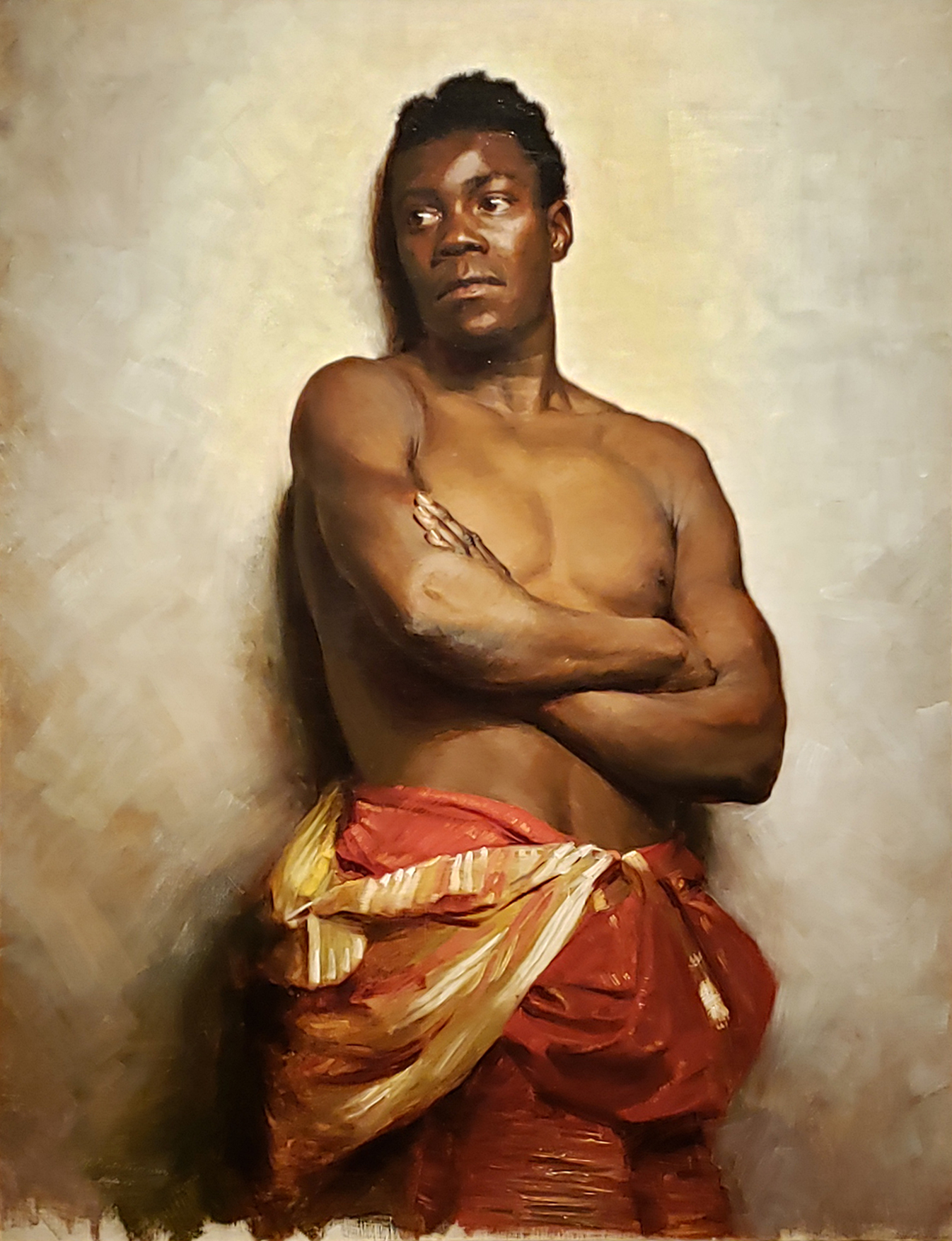
Обнажённый чернокожий (этюд натурщика)
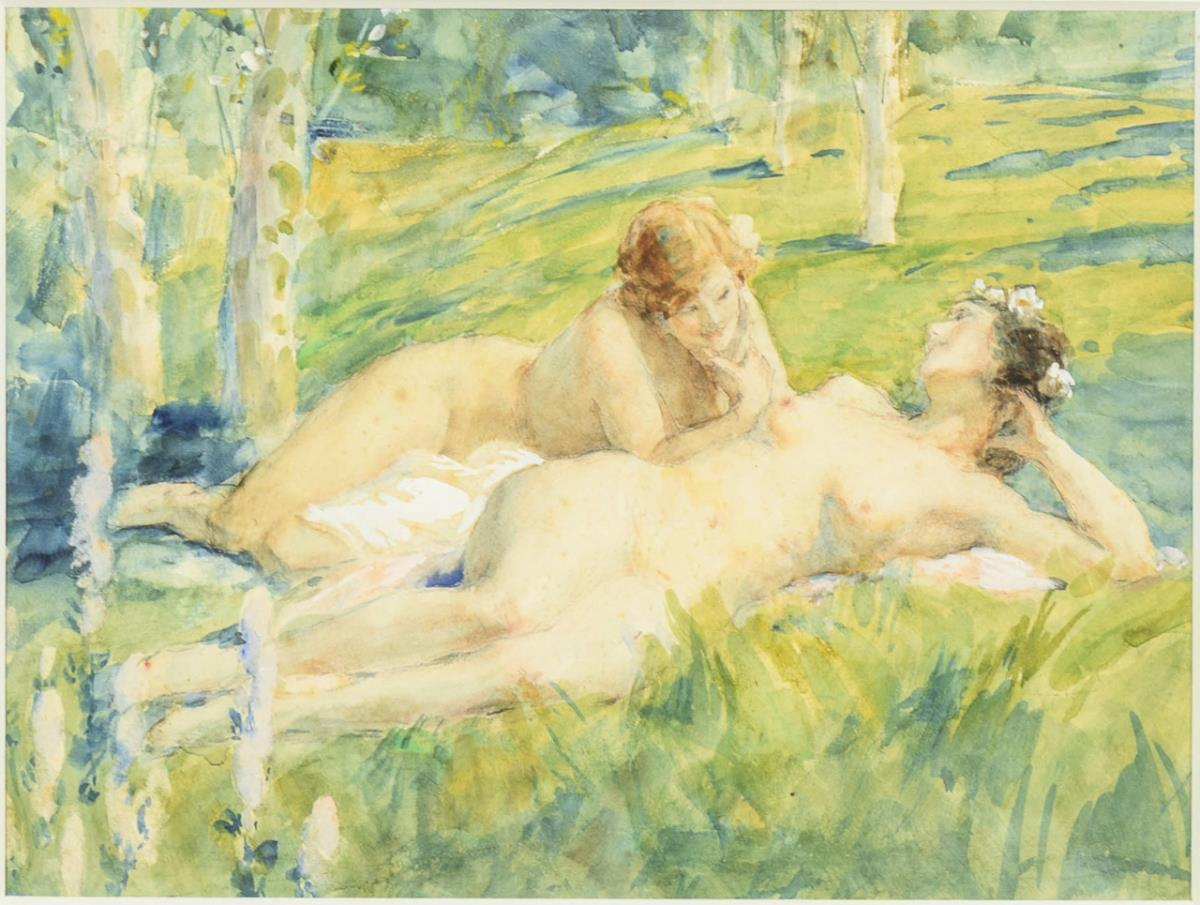
Загорающие женщины
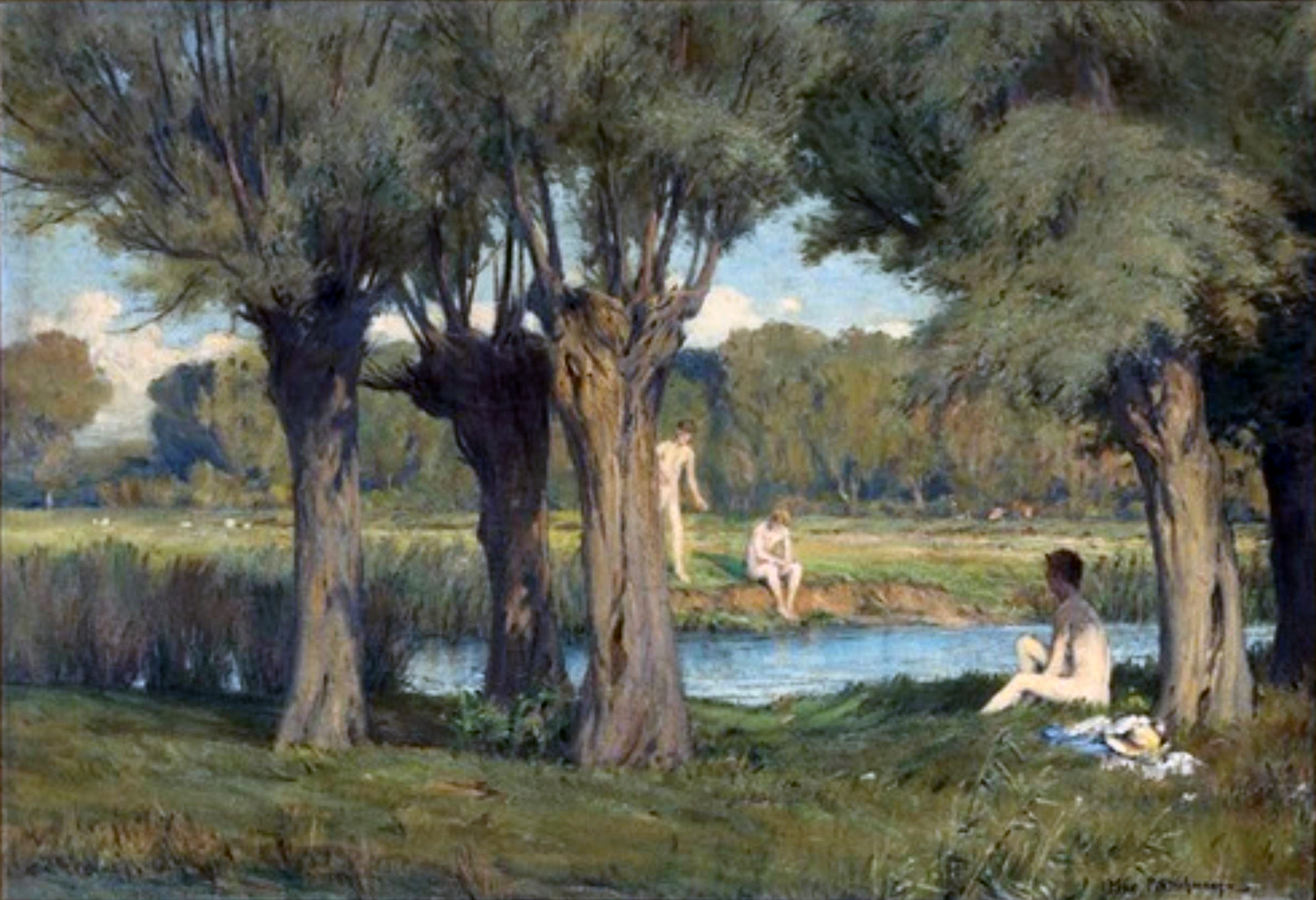
Купальщики на берегу пруда
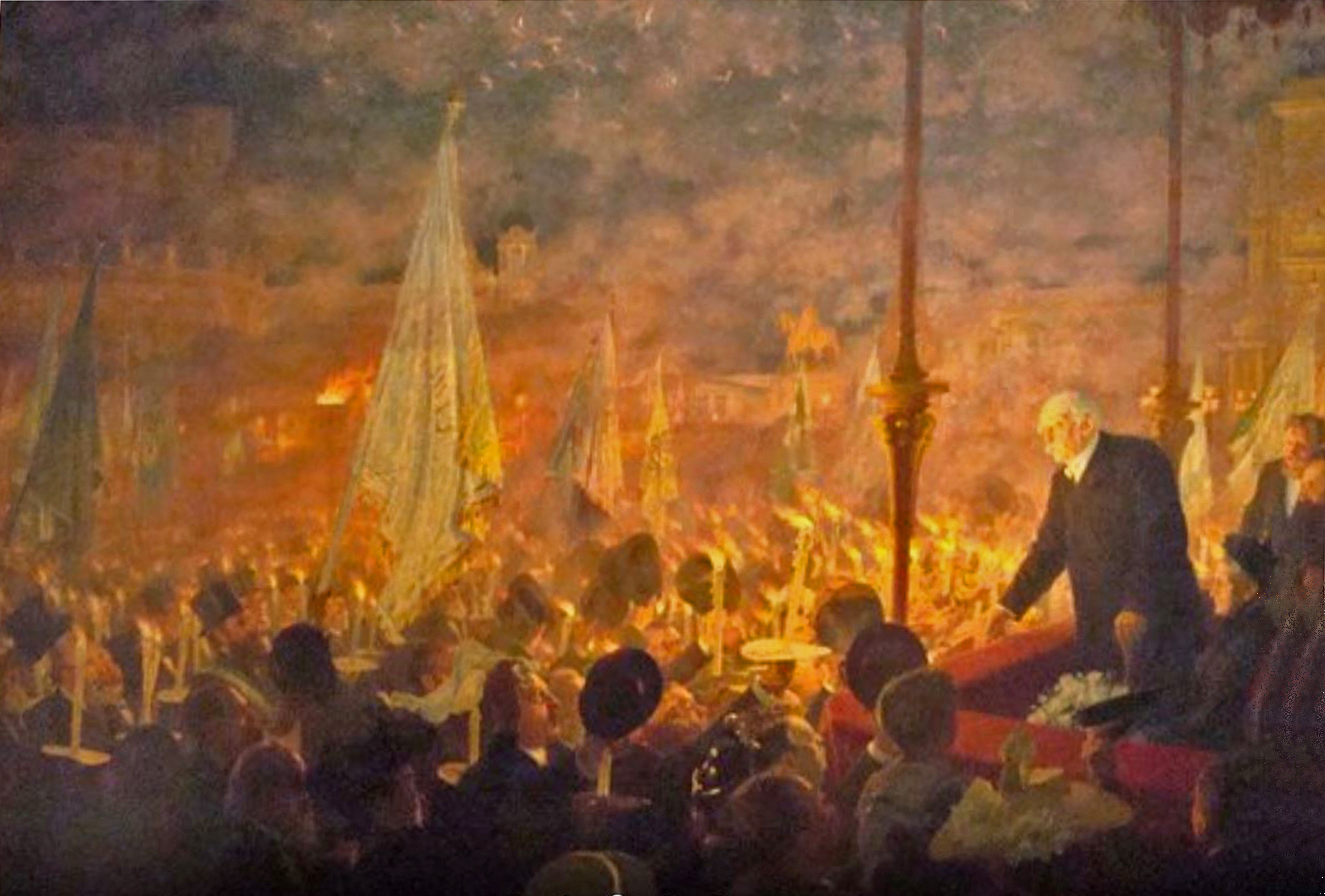
Отто фон Бисмарк в Дрездене
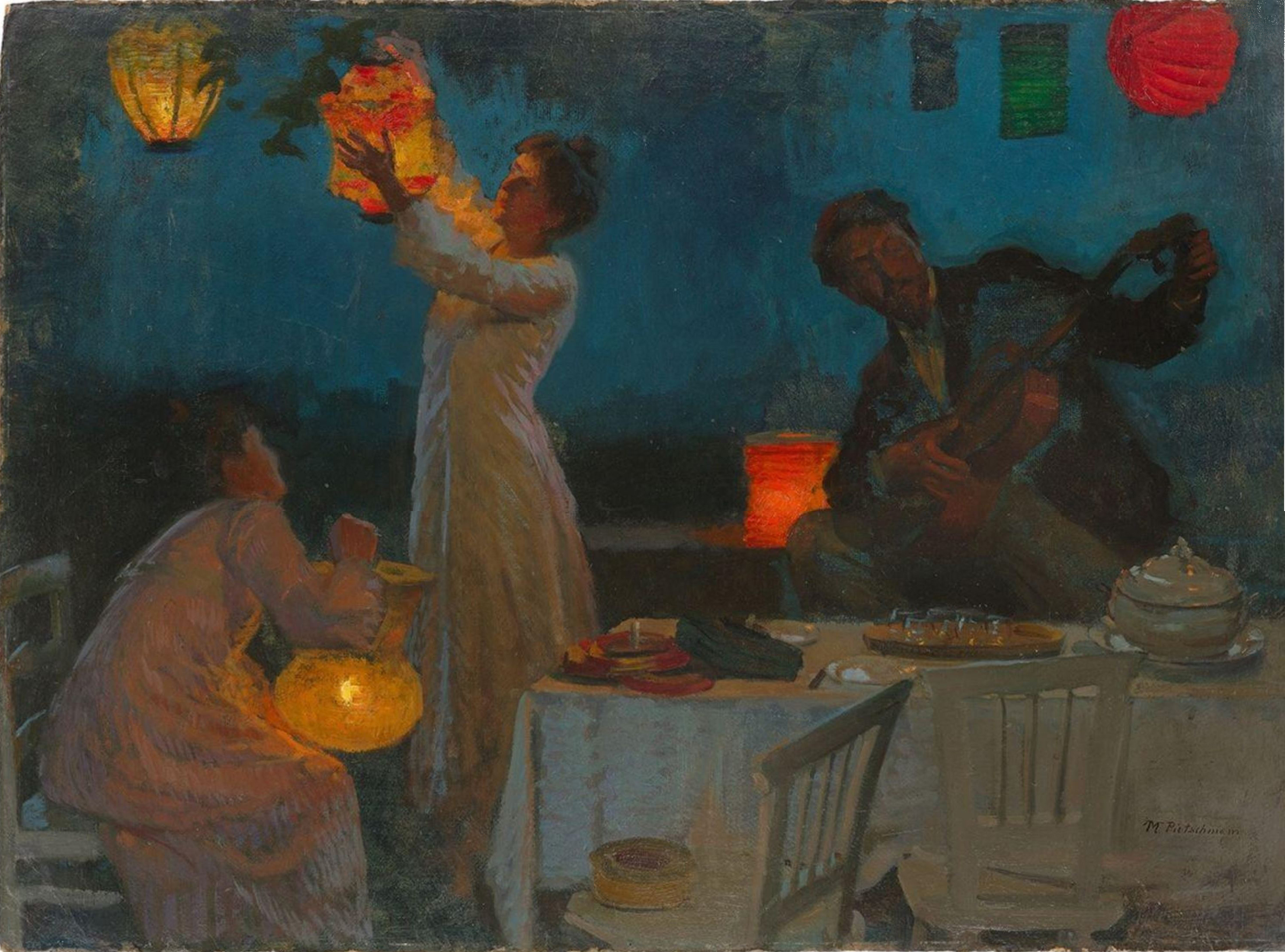
Китайские фонарики
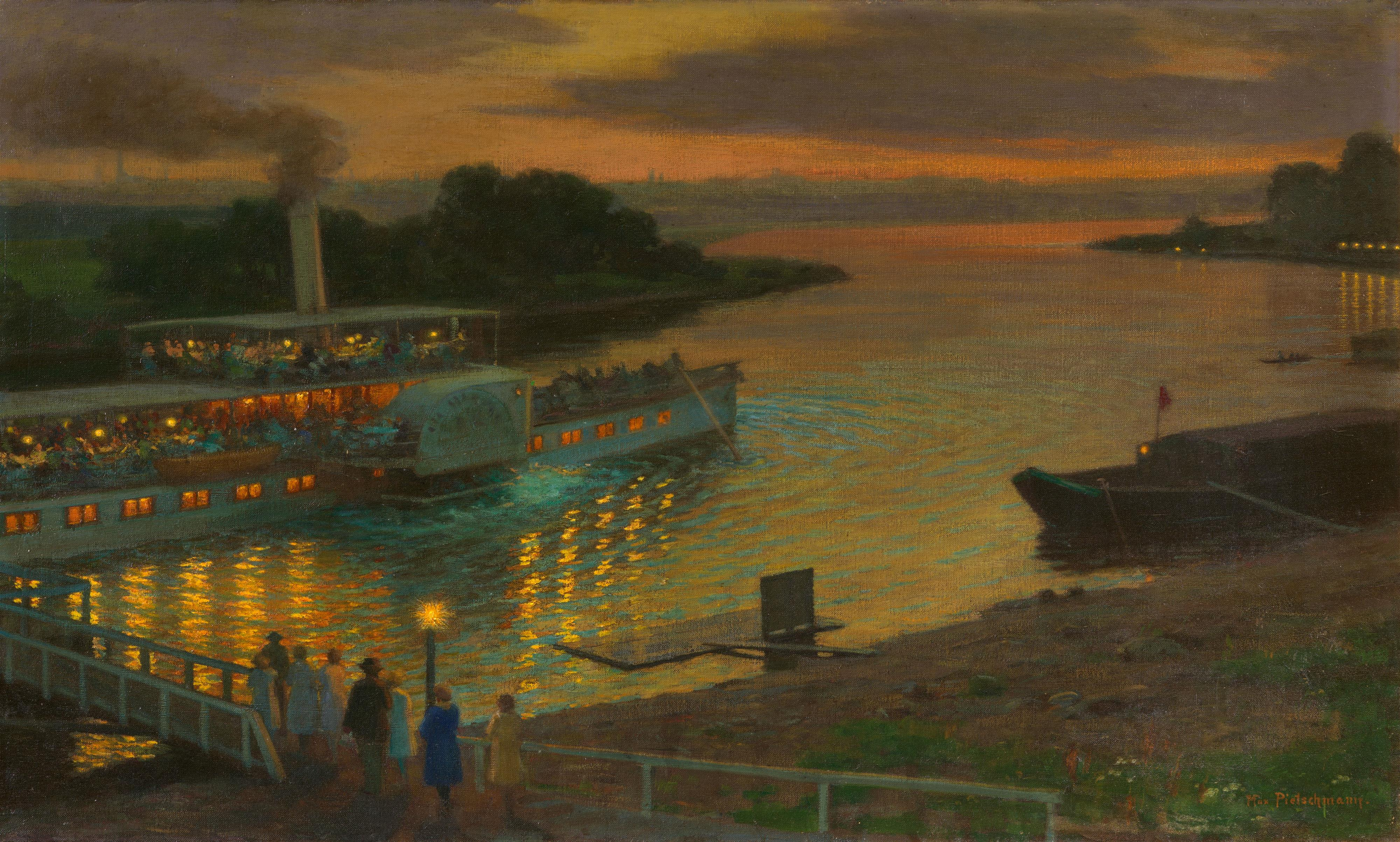
Вид реки Эльбы
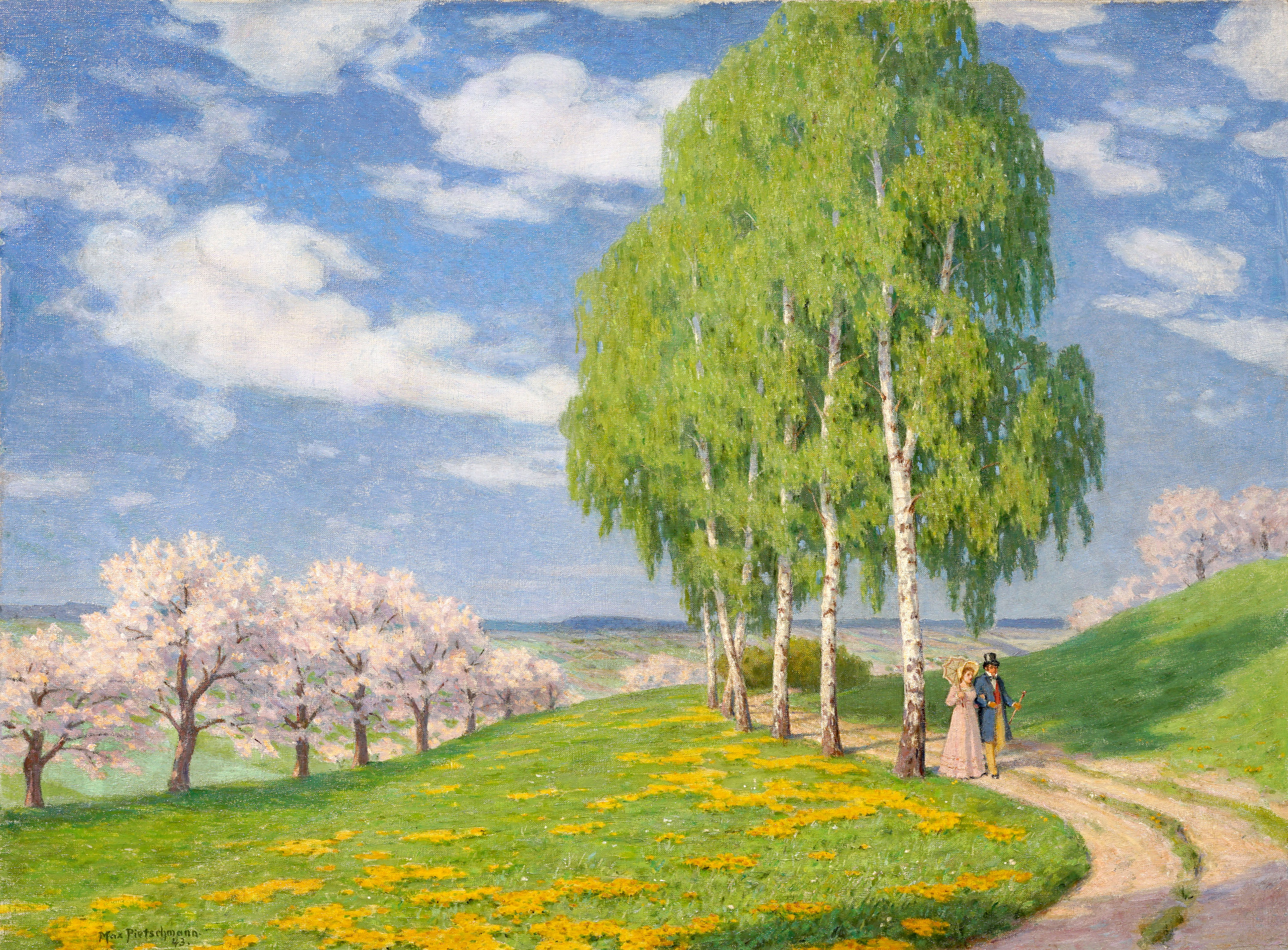
Весенняя прогулка в окрестностях Дрездена